# Oswald Gilles

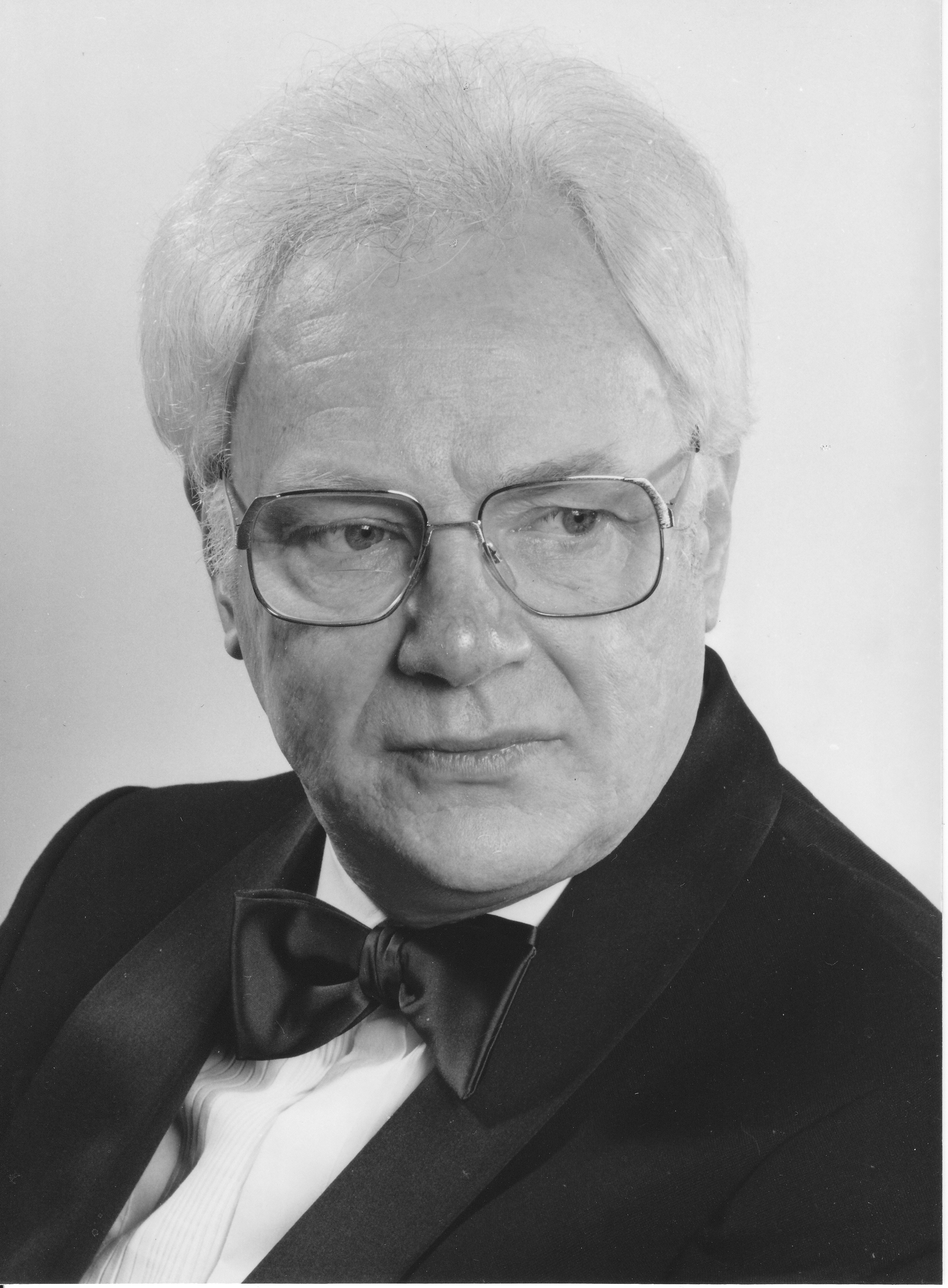
Oswald Gilles (Foto: 2011)

Oswald Gilles (* 19. September 1926 in Köln; † 30. Dezember 2020) war ein deutscher Komponist, Interpret, Dirigent und Arrangeur.

## Leben und Wirken
Oswald Gilles wurde im rechtsrheinischen Köln geboren und hat die meiste Zeit seines Lebens in dem Stadtteil Köln-Ostheim gewohnt. Hier war er außerdem von 1968 bis zu seiner Pensionierung 1990 als Lehrer an der Hauptschule tätig. Seit 1995 lebt er in Rösrath (Forsbach).
Von 1948 bis 1951 studierte er an der Kölner Musikhochschule, unter anderem Chorleitung bei Peter Hammers.
Oswald Gilles war von 1955 bis 1964 musikalischer Leiter des Divertissementchens, dem kölnischen Singspiel der Bühenspielgemeinschaft Cäcilia Wolkenburg. Im Laufe des Jahres 1958 übernahm er kommissarisch die Leitung des Kölner Männer-Gesang-Vereins, um mit dem Chor in Wien am österreichischen Sängerbundesfest teilzunehmen. Dort dirigierte er im Musikvereinssaal ein Sonderkonzert. Im März 1959 wurde er auch offiziell zum Dirigenten des Kölner Männer-Gesang-Vereins ernannt. Er blieb es insgesamt sechs Jahre, bis er im Februar 1964 auf eigenen Wunsch ausschied.
In der Zeit von 1963 bis 1969 war Oswald Gilles Dozent an der Rheinischen Musikschule für den Chorleiter-Lehrgang.

Von 1961 bis 1984 war Oswald Gilles als Nachfolger von Willi Schell Künstlerischer Leiter des aus über 100 Sängern bestehenden Werkchores Troisdorf. Dieser konnte bei Konzerten im Inland – u. a. regelmäßige Konzerte im Kölner Gürzenich und in der Beethovenhalle Bonn – und bei Chorreisen ins Ausland viele Erfolge feiern. In 24 Jahren dirigierte Gilles 198 Konzerte des Werk-Chores.
Von 1982 bis 2000 war Gilles Künstlerischer Leiter des Kölner Deutz-Chores (vormals: KHD-Chor). Im Jahr 2000 übergab er bei einem Abschiedskonzert in der Philharmonie in Köln das Amt an seinen Nachfolger Heinz Walter Florin.
Während seiner beruflichen Karriere betreute Gilles weitere Chöre, darunter z. B. den Opladener Männer-Gesang-Verein, den Männerchor der Kölner Verkehrsbetriebe, den Chor der Eisenbahndirektion Köln, sowie die Werkchöre von 4711 und Bayer Dormagen. Von 1976 bis 1986 leitete er den Kirchenchor Köln Ostheim.

## Konzerte (Auswahl)

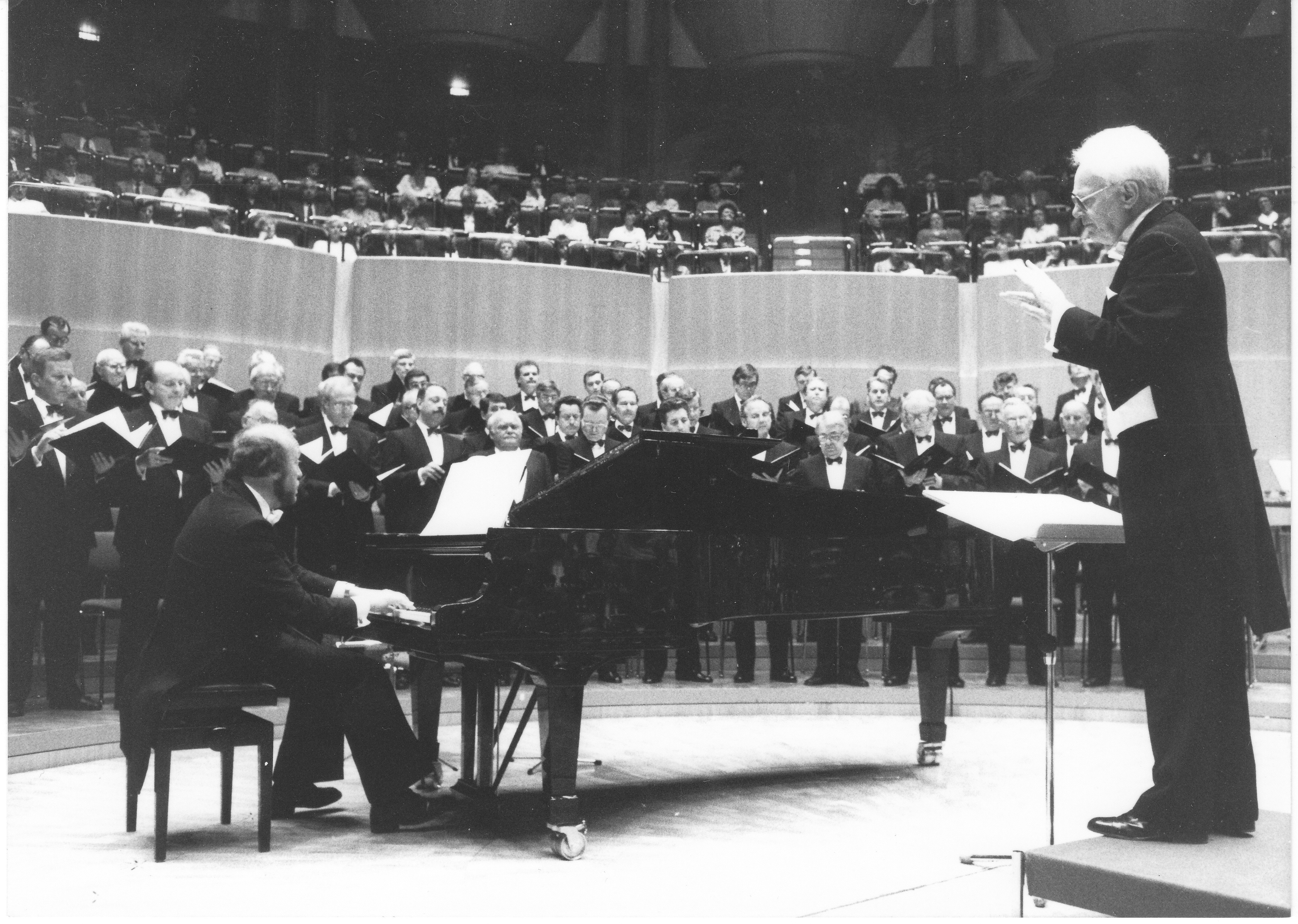
Mit dem KHD-Chor 1986 in der Kölner Philharmonie

- 1955: Royal Albert Hall (mit dem Chor der Eisenbahndirektion Köln)
- 1958: Festsaal Solingen (mit dem Gesangsverein Polymymnia Solingen sowie Elfie Mayerhofer als Solistin)
- 1958: Wiener Musikvereinssaal (mit dem Kölner Männer-Gesang-Verein)
- 1961: Amsterdamer Concertgebouw (mit dem Kölner Männer-Gesang-Verein)
- 1961: Villa Hammerschmidt in Bonn, Namenstagsständchen für Bundespräsident Heinrich Lübke (mit dem Kölner Männer-Gesang-Verein)
- 1962: Kölner Dom zum 20. Bischofsjubiläum von Kardinal Josef Frings (mit dem Werkchor Dynamit Nobel Troisdorf)
- 1962: Palais Schaumburg in Bonn, Geburtstagsständchen für Konrad Adenauer
- 1967: Majakowski-Saal in Prag (mit dem Werkchor Dynamit Nobel)
- 1975: Palau de la Música Catalana in Barcelona (mit dem Werkchor Dynamit Nobel)
- 1976: Beethovenhalle Bonn (mit dem Werkchor Dynamit Nobel)
- 1977: St.Patricks-Kathedrale in New York mit anschließender Teilnahme an der Steubenparade (mit dem Werkchor Dynamit Nobel)
- 1977: Pentagon bei Washington (mit dem Werkchor Dynamit Nobel)
- 1986: Rundfunksaal des „Zentralradios Peking“ (mit dem Deutz-Chor)
- 1986: Victoria Memorial Hall in Singapur (mit dem Deutz-Chor)
- 1992: Mailänder Dom (mit dem Deutz-Chor)
- 1993: Kölner Philharmonie und Gürzenich gemeinsam mit der Mundartgruppe De Bläck Fööss (mit dem Deutz-Chor)
- 1996: Woodruff Arts Center in Atlanta (mit dem Deutz-Chor)
- 1998: Kölner Philharmonie und Gürzenich gemeinsam mit der Mundartgruppe De Höhner (mit dem Deutz-Chor)

### Divertissementchen (als musikalischer Leiter)
- 1956: „Casanova in Kölle“
- 1957: „Rhingkadette“
- 1958: „Miss Kölle“
- 1959: „Dr Kampf um dr Duffesbach“
- 1960: „Et Weetschaffswunder“
- 1961: „Dr Zeppelin kütt“
- 1962: „Brijitte-Kirmes oder Dä Indianer in Kölle“
- 1963: „En dr Kayjass Nummer Null“ (Autor: Hans Brodesser, kölnischer Mundartdichter aus Köln-Ostheim)
- 1964: „Kölsch Jeld oder De Krun vun England“

Oswald Gilles hat für ca. 170 Musikstücke Chorsätze erstellt, davon sind ca. 65 in verschiedenen Musikverlagen erschienen.
Hervorzuheben sind seine Bearbeitungen zu den Volksliedern „Beim Kronenwirt“ und „Der Musikant (Wandern lieb ich für mein Leben)“. Darüber hinaus hat er sich umfassend mit dem Liedgut in kölnischer Mundart befasst. Bereits in den 60er Jahren entstanden Arrangements zu kölschen Volksliedern, wie dem „Kirmesleed“ und dem „Wanderleedche för Jung-Kölle“. Darüber hinaus entstanden im Jahr 2001 mehrere Bearbeitungen zu dem Thema „Kölsche Weihnacht“.